# Луций Валерий Флакк (консул 152 года до н. э.)
Луций Валерий Флакк (лат. Lucius Valerius Flaccus; умер в 152 году до н. э.) — древнеримский политический деятель из патрицианского рода Валериев, консул 152 года до н. э., умерший до истечения полномочий.

## Происхождение
Луций Валерий принадлежал к одному из самых знатных патрицианских родов Рима, представитель которого стал одним из основателей Римской республики и консулом в первый год её существования. Носители когномена Флакк (Flaccus) были с середины III по середину I вв. до н. э. наиболее могущественной ветвью Валериев (наряду с Мессалами).
Отец и дед Луция Валерия носили, согласно Капитолийским фастам, преномены Луций и Публий соответственно. Публий — это консул 227 года до н. э., а Луций-старший — друг Марка Порция Катона и его коллега по консулату 195 года и цензуре 184 года.

## Биография
Первое упоминание о Луции Валерии в сохранившихся источниках относится к 163 году до н. э., когда он занимал должность курульного эдила совместно с Луцием Корнелием Лентулом Лупом. О дальнейших этапах его карьеры до консулата нет надёжных сведений. Возможно, он был претором в 160 или 159 году; эта гипотеза основывается на найденной около 1500 года посвятительной надписи из храма Эскулапа, которая, правда, сохранилась не полностью. В любом случае Луций Валерий должен был занимать претуру не позже 155 года до н. э. в соответствии с Законом Виллия, который предусматривал определённые временные интервалы между магистратурами.
В 152 году до н. э. Луций Валерий достиг высшей точки своей карьеры — стал консулом совместно с плебеем Марком Клавдием Марцеллом, для которого это был уже третий консулат. В связи с этим исследователи отмечают, что между Валериями Флакками и Клавдиями Марцеллами к тому моменту существовали старые дружеские связи. Луций Валерий мог быть обязан Марцеллу своими предыдущими карьерными успехами и, по-видимому, находился с ним в хороших отношениях. Поэтому жребий относительно распределения провинций консулы не бросали: провинция Ближняя Испания, в которой нужно было вести большую войну с кельтиберами, в соответствии со специальным постановлением сената или народного собрания была предоставлена Марцеллу. Последний отправился на Пиренеи, а Флакк остался в Риме. Ещё до истечения полномочий он умер. Выборы консула-суффекта так и не были назначены.

## Потомки
У Луция Валерия было по крайней мере двое сыновей. Старший, носивший то же имя, занимал консульскую должность в 131 году до н. э. Младший, Гай Валерий, известен только как отец двух видных политиков I века до н. э.: Гая Валерия Флакка, консула 93 года, и Луция Валерия Флакка, консула-суффекта в 86 году.